# Jerneja Perc
Jerneja Perc (* 17. Februar 1971 in Celje, Jugoslawien; † 29. November 2009) war eine slowenische Leichtathletin, die sich auf den Sprint spezialisiert hatte. Ihren größten Erfolg feierte sie mit dem Gewinn der Bronzemedaille über 60 Meter bei den Halleneuropameisterschaften 1996 in Stockholm.

## Sportliche Laufbahn
Erste internationale Erfahrungen sammelte Jerneja Perc vermutlich im Jahr 1989, als sie bei den Junioreneuropameisterschaften in Varaždin mit der jugoslawischen 4-mal-100-Meter-Staffel im Vorlauf disqualifiziert wurde. 1995 schied sie bei den Hallenweltmeisterschaften in Barcelona mit 7,36 s im Halbfinale im 60-Meter-Lauf aus und im August schied sie bei den Freiluft-Weltmeisterschaften in Göteborg mit 11,86 s in der ersten Runde über 100 Meter aus. Anschließend schied sie bei der Sommer-Universiade in Fukuoka mit 11,89 s im Viertelfinale im 100-Meter-Lauf aus. Im Jahr darauf gewann sie bei den Halleneuropameisterschaften in Stockholm in 7,28 s die Bronzemedaille über 60 Meter hinter der Griechin Ekaterini Thanou und Odiah Sidibé aus Frankreich. Im Juli nahm sie über 100 Meter an den Olympischen Sommerspielen in Atlanta teil und kam dort mit 11,63 s nicht über die erste Runde hinaus. 1997 schied sie bei den Hallenweltmeisterschaften in Paris mit 7,28 s im Semifinale über 60 Meter aus und 1999 beendete sie ihre aktive sportliche Karriere im Alter von 28 Jahren. Nach ihrer aktiven Karriere betrieb sie in Ljubljana ein Trainingszentrum, ehe sie 2009 nach langer Krankheit im Alter von 39 Jahren verstarb.
1999 wurde Perc slowenische Meisterin im 60-Meter-Lauf.

## Persönliche Bestleistungen
- 100 Meter: 11,33 s (0,0 m/s), 12. Juni 1996 in Duisburg
  - 50 Meter (Halle): 6,44 s, 2. Februar 1997 in Schielleiten (slowenischer Rekord)
  - 60 Meter (Halle): 7,23 s, 1. März 1997 in Sindelfingen